# 扁桃腺結石

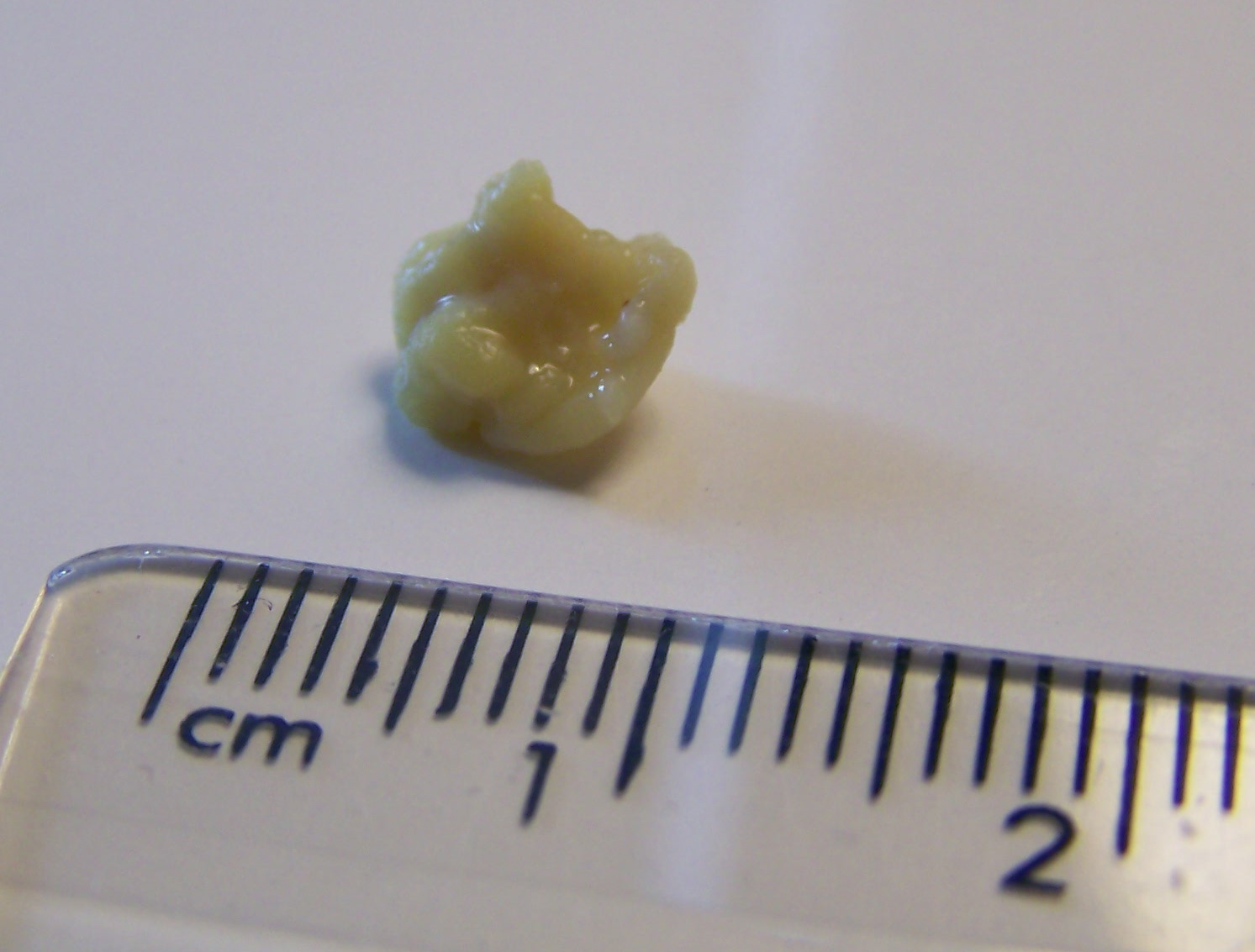
扁桃腺結石的近照

扁桃腺結石（英語：Tonsilloliths、tonsil stones或tonsilar calculi）是口腔內藏於腭扁桃體上的鈣化物，米粒至爆穀大小，重300毫克（0.011盎司）至42克（1.5盎司），可導致口臭。

## 治療方法
- 刮除術（英语：Curettage），使用醫學的刮匙（英语：Curette），將結石刮出。
- 雷射治療，使用雷射將齶扁桃體上的小孔填平。
- 扁桃體切除術（英语：Tonsillectomy），切除整個扁桃腺。